# (32401) 2000 QO226
2000 QO226 (asteroide 32401) é um asteroide da cintura principal. Possui uma excentricidade de 0.07554850 e uma inclinação de 9.32720º.
Este asteroide foi descoberto no dia 31 de agosto de 2000 por Spacewatch em Kitt Peak.